# Gérard Jourd'hui
Pour les articles homonymes, voir Jourd'hui.
Gérard Jourd'hui est un auteur, producteur et réalisateur français, né le 18 août 1946 à Paris.

## Biographie
Gérard Jourd'hui est le fils de Bernard Jourd'hui, résistant et militant parisien du Parti communiste français.
Il commence sa carrière à TF1 dans le secteur consacré à la jeunesse, grâce à Christophe Izard.
Il crée J.M. Productions avec Eddy Mitchell. Ensemble, avec aussi Patrick Brion, ils préparent La Dernière Séance, qui comptera 192 émissions de 1982 à 1998.

## Filmographie

### Comme producteur
- 1991 : La Vieille qui marchait dans la mer, film de Laurent Heynemann
- 1998 : Don Juan, film de Jacques Weber
- 1999 : Tôt ou tard, film de Anne-Marie Etienne
- 1999 : Les Gens qui s'aiment, film de Jean-Charles Tacchella
- 2000 : Virilité, film de Ronan Girre
- 2001 : L'Art (délicat) de la séduction, film de Richard Berry
- 2007-2011 : série de téléfilms Chez Maupassant
- 2009-2010 : série de téléfilms Au siècle de Maupassant : Contes et nouvelles du XIXe siècle
- 2006 : L'Avare, téléfilm de Christian de Chalonge
- 2008 : Le Malade imaginaire, téléfilm de Christian de Chalonge
- 2009 : Le Bourgeois Gentilhomme, téléfilm de Christian de Chalonge
- 2009 : Contes et Nouvelles du XIXe siècle, épisode 1 : La Cagnotte, avec Eddy Mitchell, Marie-Anne Chazel et Alain Doutey
- 2010 : Georges et Fanchette, téléfilm Jean-Daniel Verhaeghe
- 2012 : La Grande Peinture, téléfilm de Laurent Heynemann
- 2013 : Les affaires sont les affaires, téléfilm de Philippe Bérenger

### Comme réalisateur et scénariste
- 1992 : Vieille Canaille
- 2004 à 2009 Graffiti (série documentaire)
- 2005 : La Tête haute (téléfilm)
- 2007 : Deux amis, avec Philippe Torreton, Bruno Putzulu
- 2008 : Pour une nuit d'amour avec Mathilda May et Thierry Frémont
- 2009 : On purge Bébé, Mon Oncle Sosthène
- 2013 : Le Bœuf clandestin (téléfilm)
- 2014 : Méfions-nous des honnêtes gens, d'après Travelingue de Marcel Aymé (téléfilm)

### Comme acteur
- 1974 : Bons baisers de Tarzan téléfilm de Pierre Desfons[1] scénario Gérard Jourd'hui ; avec Luis Rego, Jane Birkin, Francis Lacassin, Serge Gainsbourg, Michel Berger, Dani[2].

## Distinctions

### Récompenses
- Festival d'Angoulême 1977 : Prix promotion de la BD[3],[4]

### Décorations
- Officier de l'ordre des Arts et des Lettres (2010)[5]